# Saucrencyrtus
Saucrencyrtus is een geslacht van vliesvleugeligen uit de familie Encyrtidae. De wetenschappelijke naam van dit geslacht is voor het eerst geldig gepubliceerd in 2002 door Hayat & Singh.

## Soorten
Het geslacht Saucrencyrtus is monotypisch en omvat slechts de volgende soort:
- Saucrencyrtus insulanus Hayat & Singh, 2002